# Broșteni, Neamț
Broșteni este un sat în comuna Bahna din județul Neamț, Moldova, România.
Prima atestare a satului este din 1491 (Documenta Romaniae Historica. A. Moldova, vol. III, p. 175.
Etimologie: de la numele lui Giurgea Broască (menționat la 1528, când Petru Rareș le întărește nepoților acestuia satul „Broștenii, undi au fost casa Giurgii Broască” - DIR, A, XVI-I, 265) cu suf. col.  -eni (vezi Micul dicționar toponimic al Moldovei (structural și etimologic). Partea 1. Toponime personale, Iași, Editura Universității Alexandru Ioan Cuza", 2014, p. 65).